# Pedro Gómez Sancho
Pedro Gómez Sancho (Alhaurín el Grande, 5 d'octubre de 1804—Màlaga, 7 d'octubre de 1847) va ser un metge i polític andalús. Va ser alcalde de Màlaga el 1843.
Nascut a una família benestant. Es va llicenciar en Medicina i Cirurgia al Reial Col·legi de Cirurgia de Cadis, exercint la professió a Màlaga com a metge de la beneficència municipal del districte del Sagrario i com a cirurgià de l'Hospital de San Juan de Dios. D'altra banda, esdevingué propietari per la formació d'un petit patrimoni gràcies als canvis socials i econòmics de la província.
Va ser una de les figures més rellevant del panorama polític, social i cultural de Màlaga durant les dècades de 1830 i 1840. Adscrit als progressistes, va entrar com a regidor de l'Ajuntament de Màlaga a les eleccions municipals de 1839. Va esdevenir alcalde el 1843. Durant el seu mandat es va redactar el projecte de canalització del riu Guadalmedina. El 15 de setembre del mateix any també fou elegit diputat al Congrés per la província de Màlaga. Identificat al govern central amb el gabinet de Joaquín María López, quan aquest va dimitir el mes de maig, l'alcalde es va manifestar en contra del regent i general Baldomero Espartero, que creia que estava portant el país a una dictadura militar, iniciant-se poc després una inserrució que va posar fi a la regència del general. En l'àmbit social i cultural, destacà per la seva faceta literària i fou promotor d'espais culturals, socials i recreatives de la burgesia local de mitjans de segle, com el Liceu Artístic, Científic i Literari o la Societat Econòmica d'Amics del País. També foren nombrosos els seus articles a diferents revistes com El Guadalhorce.
A inicis de 1846 fou detingut a causa d'un intent de revolta a la província de Màlaga, pel qual foren empresonats molts progressistes. Gómez fou reclòs al castell de Gibralfaro. Després fou jutjat en un consell de guerra sumari, tot i que va ser un dels acusats que quedà en llibertat. Tanmateix, va morir pocs mesos després.
En l'àmbit personal es casà amb la seva cosina María Dolores Gómez Báez, iniciant una dinastia política que va continuar el seu fill, el comerciant Pedro Gómez Gómez, notable republicà a la província de Màlaga i alcalde la ciutat durant el Sexenni Democràtic, i el seu net Pedro Gómez Cháix, també destacada personalitat del republicanisme andalús.
Fou condecorat amb la Creu de l'Orde de Carles III i una comanadoria de l'Orde d'Isabel la Catòlica. Posteriorment, es donà el seu nom a un carrer de la ciutat de Màlaga.